# Viburnum brevitubum
Viburnum brevitubum är en desmeknoppsväxtart som först beskrevs av Ping Sheng Hsu, och fick sitt nu gällande namn av Ping Sheng Hsu. Viburnum brevitubum ingår i släktet olvonsläktet, och familjen desmeknoppsväxter. Inga underarter finns listade i Catalogue of Life.